# Raqib Shaw

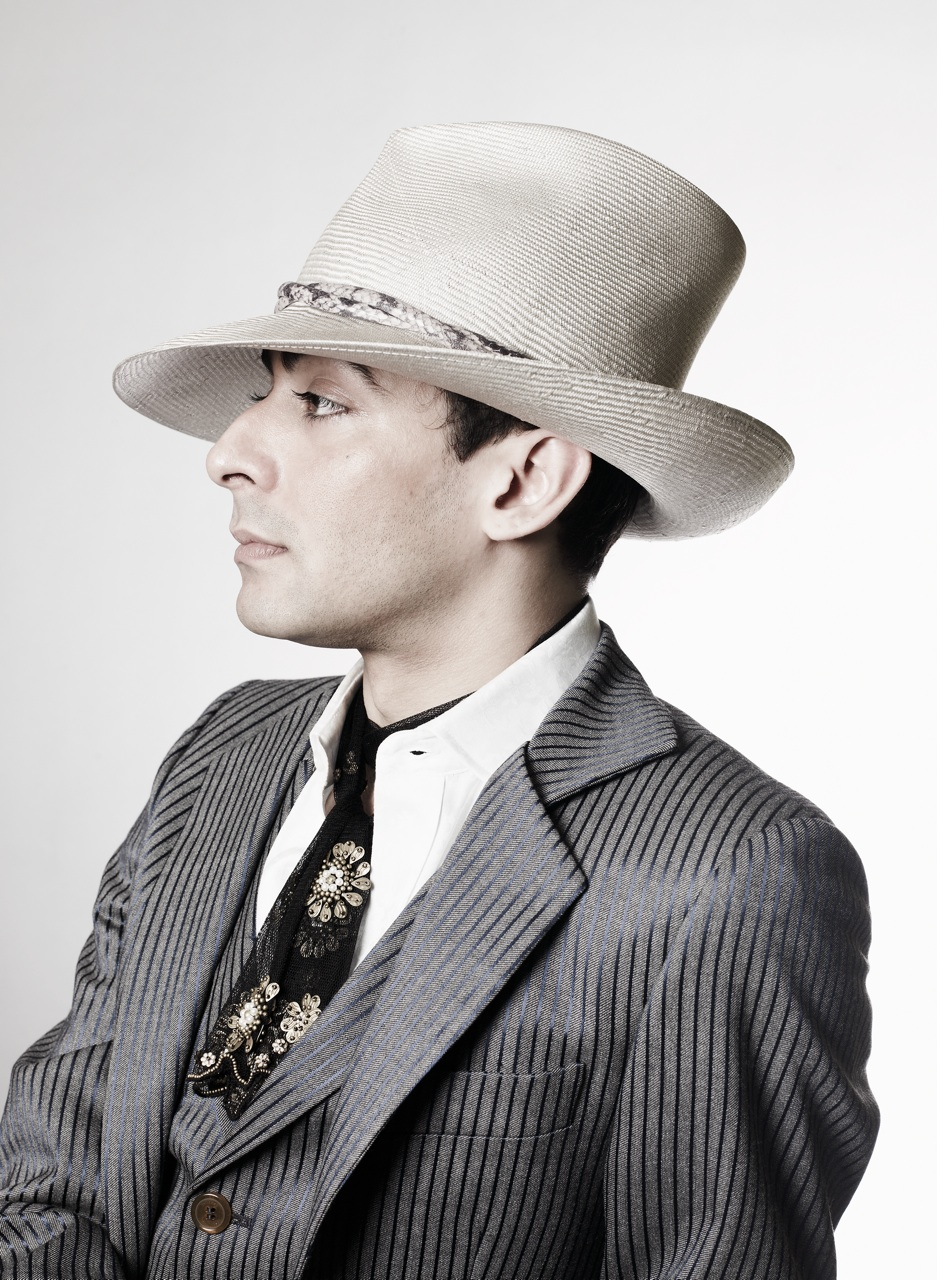
Raqib Shaw

Raqib Shaw (* 1974 in Kalkutta, Indien) ist ein indischer Maler.
Shaw wurde in Kalkutta geboren, verlebte seine Jugendjahre in Kaschmir. Er studierte Kunst in London am Central Saint Martins College of Art and Design seit 1998 und schloss mit dem B.A. und 2002 mit einem M.A. ab.
Seine zum Teil großformatigen Gemälde stellen mit viel Glanz und Schimmer exotische Phantasien dar. Bezüge zur Realität sind nicht erkennbar, eine moralische Botschaft hat der Künstler laut eigenen Aussagen nicht. Seit 2004 werden Shaws Gemälde in den USA und in London ausgestellt, sowie zum Beispiel in Auktionen versteigert.

## Werke (Auswahl)
Zu den bekanntesten Werken von Raqib Shaw zählen folgende Titel:
- Garden of Earthly Delights (2004–2006)
Diese Werkreihe – benannt nach Hieronymus Boschs berühmtem Triptychon –  war Shaws internationaler Durchbruch. Die Werke zeigen fantastische, dekadente Traumwelten voller exotischer Kreaturen und surrealer Details.

Paradise Lost, Teilansicht (1. Kapitel)

- Paradise Lost (2009–2025)
Dieses Werk entstand im Zeitraum von 16 Jahren. Das Gesamtwerk ist gut 33 Meter breit sowie drei Meter hoch und besteht aus 21 zusammengefügten Tafeln. Paradise Lost ist Shaws bislang ambitioniertestes Projekt. Es ist von John Miltons gleichnamigen Gedicht inspiriert. Das Werk ist eine Allegorie seiner eigenen Lebensgeschichte, dargestellt in vier Kapiteln.  Es ist mit Symbolik, mythischen Wesen und Selbstporträts des Künstlers gefüllt. Das vollständige Werk wurde ab Juni 2025 erstmals im Art Institute of Chicago präsentiert. Zuvor wurden vorwiegend in Galerien nur Teile davon ausgestellt.
- Self Portraits (2016)
Bei diesen autobiografischen Werken orientiert sich Shaw an Gemälden bekannter Meister des 15., 16. und 17. Jahrhunderts. Sie reflektieren seine Identität und kulturellen Wurzeln.

## Einzelausstellungen
- 2004: Garden of Earthly Delights, Victoria Miro Gallery, London
- 2005: Garden of Earthly Delights, Deitch Projects, New York City
- 2006: Garden of Earthly Delights, Museum of Contemporary Art (North Miami), North Miami, Florida
- 2006: Art Now:Raqib Shaw, Tate Britain, London
- 2008/2009: Raqib Shaw, Metropolitan Museum of Art, New York City
- 2010: Raqib Shaw, White Cube Gallery, Hoxton Square, London
- 2013: Raqib Shaw: Paradise Lost. Manchester Art Gallery, Manchester, England; danach Rudolfinum, Prag und Pace Gallery, New York City, USA.

## Gruppenausstellungen
- 2018: Raqib Shaw Summer Acchrochage, Galerie Frank Fluegel, Obere Woerthstrasse, Nürnberg